# 大橋 (広瀬川)

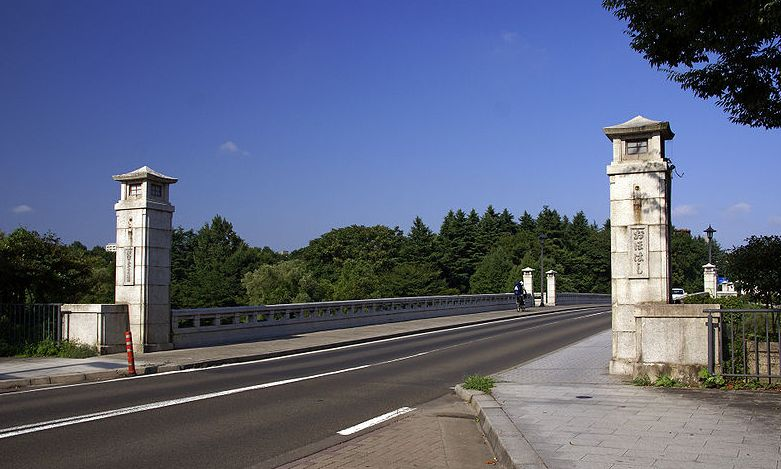
広瀬川に架かる大橋

大橋（おおはし）は、名取川水系の広瀬川にかかる橋で、宮城県仙台市青葉区にある。かつては仙台城大手門と城下町を結ぶ重要な位置を占め、現在は市街地中心部から青葉山を経由して八木山方面に通じるための橋として利用されている。現在の橋は長さ約116メートル、幅約11メートル。

## 立地
仙台駅西口から青葉通りをまっすぐ進み、緩い下り坂（大坂）を下りきったところにある。橋の左右には広瀬川によって形成された河岸段丘からなる景観が見られる。橋から西に向かっては、正面に大手門隅櫓を、その左に青葉山を見上げる。青葉山には仙台城址があるが、木々に遮られて見通しはよくない。右手にはかつての二の丸跡に立つ東北大学川内キャンパスの建物群が見える。

## 歴史

### 仙台橋
大橋は、17世紀の初めに西の仙台城大手門と東の仙台城下を結ぶために架けられた。慶長6年（1601年）12月に架けられた仙台橋の名前が変わったものとする説が有力である。しかし仙台橋はもっと南に作られたとする説もあり、後者に従えば2つの橋は別のものである。仙台橋は元和3年（1617年）4月11日に流され、青銅の擬宝珠が大正13年（1924年）4月8日に下流の七郷村南小泉（現在は仙台市若林区）の畑で掘り出された

### 江戸時代の大橋
広瀬川は洪水が多く、大橋は何度も流されては架け直された。それゆえ規模は一定しないが、真山記には横5間、竪50間、正保の絵図に幅5間半、長さ60間。明和9年の『封内風土記』では長64間、幅2丈5尺。川床の岩に穴を掘って橋脚を差し入れ、上部に桁を組んで板で橋面を作り、高欄をつけたもので、当時の板橋として標準的なものであった。
今の大橋は、大手門にまっすぐ向かう道路に架けられているが、江戸時代の道はそれより北にずれていた。西に向かう道はいったん石垣にぶつかってから、石垣に沿って南に曲がり、門の前でまた西に向き直って城内に入った。防衛上の配慮である。当時の大橋はこの道筋に従って、今よりわずかに北に架けられていた。現在も、岩を掘り込んだ昔の柱跡が穴になって残り、増水時でなければ橋の上から見える。
大橋の西、仙台城の外は川内といい、伊達家の上級家臣の屋敷が並んでいた。川内は丸の内とも呼ばれ、広瀬川を天然の堀に見立てた第一線の守りであった。一般の通行は禁止されており、大橋には番所がおかれ、通行者を取り締まった。番人は近くに屋敷を持つ水沢伊達氏、登米伊達氏、片倉氏が出した。江戸時代には城のほとんどが樹木に隠れ、橋からは大手門近辺しか見えなかったという。
寛永元年（1624年）には、ポルトガル人のカルバリオ神父と八人の日本人キリシタンが捕らえられ、大橋の下で冬の広瀬川に浸される責めを受け、殉教した。昭和46年（1971年）に建てられたキリシタン殉教の碑が、橋から東岸北側に降りたところにある。

### 1892年の橋
1889年（明治22年）9月にまたしても大橋が流されると、現在の位置に鉄の橋が架けられた。1892年（明治25年）8月に竣工した。長さ113.6メートル、幅7.2メートルの3径間トラス橋で、設計は早田喜成による。工費は6万6100円、または4万2200円で、宮城県の県費と国庫補助によった。橋材の錬鉄はベルギーから輸入した。これによって頻繁な流失と架けかえの歴史は終わったが、巨大な鉄のトラスを橋上にめぐらせた新しい橋の威容は、城跡や城門とは調和しなかった。

### 1938年の橋
鉄の橋が老朽化すると、1938年（昭和13年）にコンクリートの橋が架けられた。これが現在まである大橋である。鉄筋コンクリートのアーチ橋で、親柱、灯篭、高欄に和風の装飾を凝らす。長さ約116メートル、幅約11メートル。

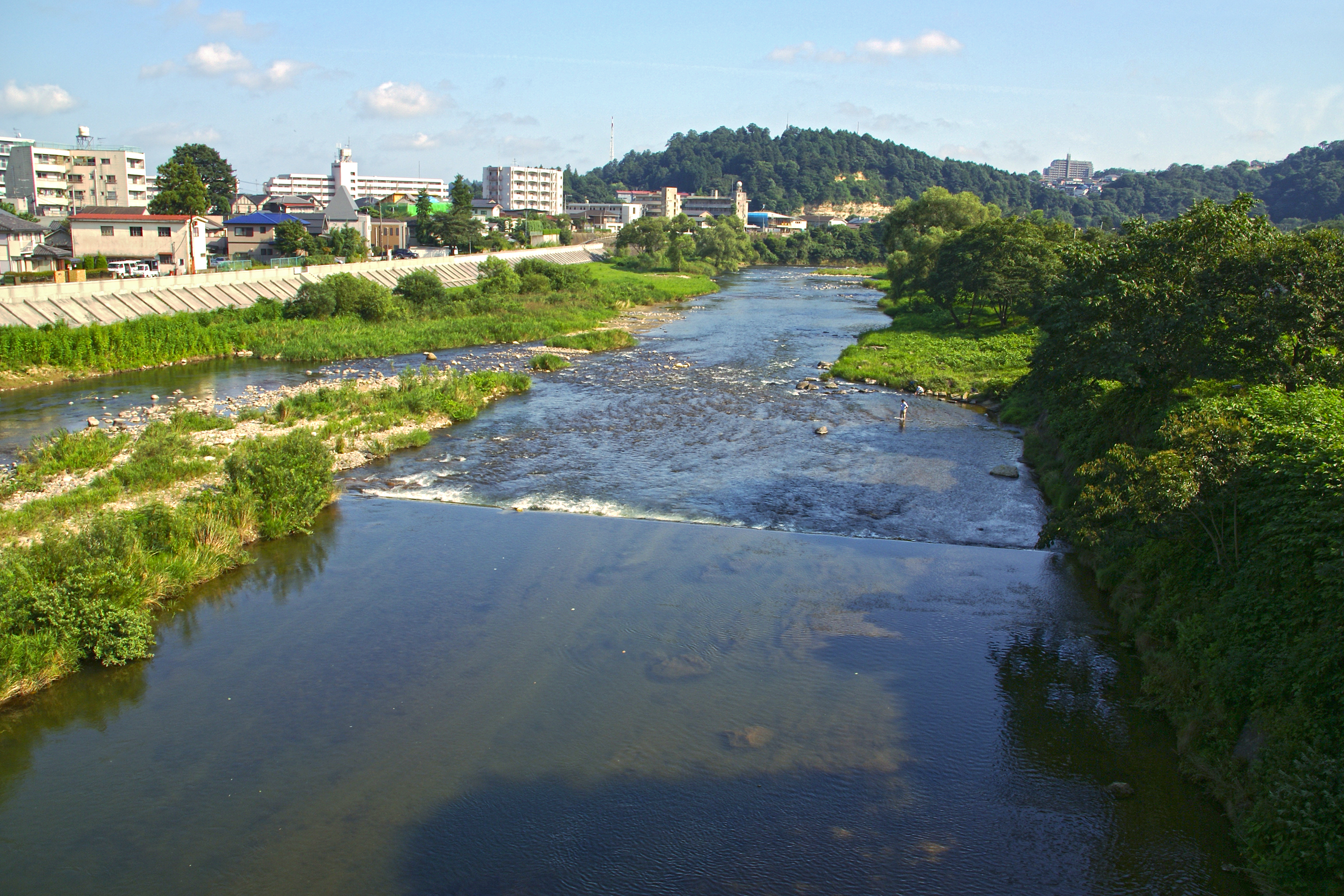
大橋から下流を望む
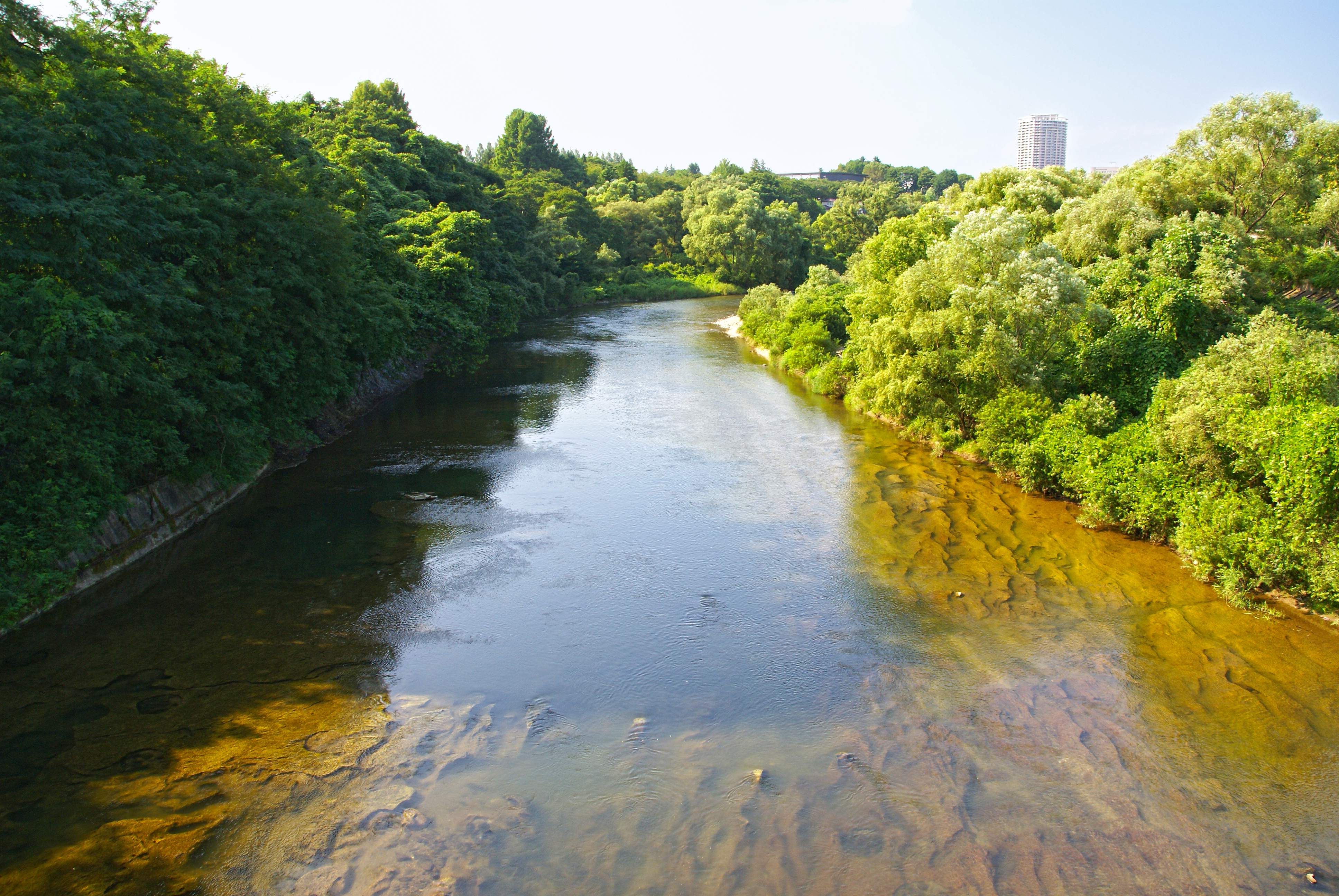
大橋から上流を望む